# 아키타 쇼텐
주식회사 아키타 쇼텐(株式会社秋田書店 가부시키가이샤 아키타 쇼텐[*])은 1948년에 설립된 일본의 출판사이다.

## 소개
1948년 (쇼와 23년) 8월 10일에 창업. 창업자의 아키타 사다오는 쇼우 갓칸 및 아사히 신문사 (출판국 소속)의 전 직원이었다. 처음에는 아동 도서를 간행하고 있었지만, 1952년 (쇼와 27년)에 소년 잡지 '모험 왕'을 창간, 잡지의 대히트를 계기로 만화 출판을 골자로 하게 되었다.
1966년 (쇼와 41년)에 현재 신서판 코믹스의 원조가 되는 '선데이 코믹스'시리즈를 간행. 만화 잡지나 대본이라는 업태가 메인이었던 만화 업계에서 단행본의 개념을 도입해 대히트한 라벨이 된다.
본사는 도쿄도 치요다 구 이이다바시. 유통 부문으로 아키타 서점 북 센터를 사이타마 현 도다 시에 설치하고 있다. 대표 이사 사장은 아키타 사다미. 또한 회사의 아키타는 위의 창립자의 성에서 비롯된 것이지 아키타 현과는 무관하다.

## 회사 내력

### 태동기
- 1948년 (쇼와 23년) - 창업
- 1949년 (쇼와 24년) - 월간 만화 잡지 '소년 소녀 모험왕' 창간
- 1952년 (쇼와 27년) - 월간 만화 잡지 '만화 왕" 창간 (후에"만화왕 "→"초등학생 화보 "→"만화왕 ")
- 1956년 (쇼와 31년) - "소년 소녀 모험왕"을 "모험왕"으로 이름 변경.
- 1958년 (쇼와 33년) - 월간 소녀 잡지 '히토미(눈동자)'창간

### 변혁기
- 1966년 (쇼와 41년) - 타사의 주간지에 게재된 작품을 단행본 화하는 선데이 코믹스 시리즈 출간 시작.
- 1968년 (쇼와 43년) - 월간 청년 만화 잡지 '플레이만화" 창간
- 1969년 (쇼와 44년) - 소년 월 2회 간 만화 잡지 '소년 챔피언" 창간 (나중에 주간화)
- 1971년 (쇼와 46년) - "만화왕" 휴간
- 1972년 (쇼와 47년) - "도카벤" - "주간 소년 챔피언"에서 연재 시작. "모험왕" 아동용 TV 잡지로 노선 변경.
- 1973년 (쇼와 48년) - 본사를 치요다 미사키 도시에서 현재 위치 (치요다 바시)에 이전.
- 1974년 (쇼와 49년) - 월간 소녀 만화 잡지 '월간 프린세스' 창간. "역사 여행' 창간

### 도약기
- 1983년 (쇼와 58년) - "모험왕 ','TV 애니메이션 잡지"에 리뉴얼.
- 1984년 (쇼와 59년) - 여성 월간 만화 잡지 'Elegance 이브'창간
- 1985년 (쇼와 60년) - 월간 만화 잡지 'GOLF 코믹 "창간
- 1986년 (쇼와 61년) - "포어 부인 '창간
- 1987년 (쇼와 62년) - 소녀 월간 만화 잡지 '서스 페리아'(후에 '서스 페리아 신비 ") 창간
- 1988년 (쇼와 63년) - 소년 격주간 만화 잡지 '영 챔피언'창간
- 2003년 (헤이세이 15년) - "역사 여행 '을 휴간.
- 2009년 (헤이세이 21년) - 휴간 한 '역사 여행'의 콘텐츠를 다이 니혼 인쇄와 공동으로 순차적으로 전자 서적화.
- 2010년 (헤이세이 22년) - 홍콩 제이드 출판과 공동으로 홍콩 인기 만화의 일어화와 일본에서의 전자 전달을 개시.

## 특징
출판 경향은 소년 · 소녀 코믹 청년 코믹 등 확실한 소비 전망 분야 진출이 많다. "모험 왕"의 TV용 노선 변경으로 "TV 랜드"와 "TV 매거진" 뒤에 있는 인상을 받지만, 미디어 믹스 노선의 선구적인 존재로 있었다.
게다가 자사 창고를 관리하고 있는 경우라 만화를 포함한 초창기의 간행물도 힘을 다해 절판하지 않고, 40년 전의 간행물도 제공할 수 있는 등 보관에서의 좋은 점이 평가되고 있다.
간행된 잡지의 대부분은 타사의 잡지 이름을 본뜬 것이 많다. (예를 들면 "소년 챔피언"= "소년 킹", "초등학생 화보"= "소년 화보")
한때 역사 관련 서적 · 잡지도 다수 출판하고 있었지만, "역사 여행"의 휴간을 마지막으로 새롭게 간행은 하지 않고 재고의 판매만 되었다.

## 만화 잡지

### 소년만화 · 청춘만화 잡지
- 주간 소년 챔피언 (매주 목요일 발매)
- 별책 소년 챔피언 (매월 12일 발매)
- 월간 소년 챔피언 (매월 5일 발매)
- 영 챔피언 (매월 짝수주 화요일 발매)
- 영 챔피언 레츠 (매월 셋째주 화요일 발매)
- 별책 영 챔피언 (매월 첫째주 화요일 발매)
- 챔피언 RED (매월 19일 발매, 간행 중)
- 챔피언 RED 이치고 (2006년 - 2014년)

### 소녀만화 · 순정만화 잡지
- 월간 프린세스 (매월 6일 발매)
- 프린세스 GOLD (매월 16일 발매)
- 쁘띠 프린세스 (짝수월 15일 발매)
- 미스터리 보니타 (매월 6일 발매)
- Elegance 이브 (매월 26일 발매)
- For Mrs.(미세스) (매월 3일 발매)
- 연애 LoveMAX (홀수월 6일 발매)
- 연애 체리 핑크 (짝수월 6일 발매)

### 예전에 발행한 만화 잡지
- 소년 소녀 모험 왕 → 모험 왕 → TV 애니메이션 잡지
- 만화 왕 → 만화 왕 → 초등학생 화보 → 만화 왕
- 히토미
- 히토미 CC 미스터리
- 히토미 DX
- 별책 비바 공주 → VIVA 공주 → 별책 공주
- 별책 모험 왕 (영화 텔레비전 잡지)
- 보니 타
- BONITA Eve
- 렛츠 BONITA
- 학원 미스터리
- 콜릿 Pure
- collet 미스터리
- 키라라 16
- 데지루 SP
- 서스 페리아 미스터리
- 마이 아니메
- 선 챔피언
- 역사와 여행
- 그랜드 챔피언
- 챔피언 JACK
- Candle
- 톱 만화
- 만화 핫
- Play 코믹 (1968년 6월부터 간행, 매월 25일 발매, 2014년 7월 휴간)
- 챔피언 RED 이치고 (2006년 12월부터 간행, 짝수월 5일 발매, 2014년 8월 휴간)
- Motto! (2012년 6월부터 간행, 하나 씨의 간단요리 연재, 2014년 10월 휴간)
- GOLF 코믹 (1984년 9월부터 간행, 매월 1일 발매, 2017년 12월 휴간)